# 保卫国
保卫国（？—1961年1月），佤名艾香，又名达监，官名困爱、困刚（“困”亦作“昆”）。佤族，云南沧源县班老人。保卫国一名，是民国24年（1935年）中英勘界时，中方委员赠给他的汉名。

## 生平
1933年至1934年间，因班洪事件，英国侵略军占领班老地区，他与其他头人组织、指挥本部落佤族人民坚决抗英，直到村寨被烧，庐舍为墟仍然坚持战斗。1936年中英会勘滇缅边界，他和达阶囊、达金三位头人作为中方证人出席南大会议。1953年8月，缅政府请他和胡玉堂到腊戍，要给他俩封官封地，但他俩愤然拒绝，表示坚决归属中国。1955年，保卫国在去昆明开会时，将祖传木刻等文物上交政府，保存在省博物馆。1960年，班老地区正式划归中国。保卫国配合当地政府做好边民工作，当选为沧源县第四届各族各界代表会议常务委员会委员。1961年去世，班老部落头人由其子保洪忠继承。